# Жестков, Илья
Илья Жестков (1945, Томская область, РСФСР, СССР — 1971, СИЗО-1, Владивосток, Приморский край, РСФСР, СССР) — советский серийный убийца и насильник, совершивший серию из 5 убийств: 4 девушек (в том числе 13-летней девочки) и 1 мужчины на территории города Владивосток в течение нескольких месяцев 1968 года. Большую часть своих убийств Жестков совершил, выдавая себя за режиссёра, вследствие чего известен под прозвищем «Режиссёр». В 1970 году он был приговорён к смертной казни через расстрел и впоследствии расстрелян.

## Биография

### Ранние годы
Илья Жестков родился в 1945 году на территории Томской области. Детство и юность Жестков провел в социально неблагополучной обстановке. Большая часть родственников Ильи являлись представителями маргинального слоя общества, которые вели криминальный образ жизни и зарабатывали на жизнь кражами. Старший брат, сестра и дядя Жесткова в период с середины 1950-х по середину 1960-х годов неоднократно подвергались уголовной ответственности и были несколько раз судимы. После окончания школы, в 1963 году Илья Жестков был призван в Советскую армию. Военную службу Илья проходил в Военно-морском флоте в подразделении ТОФа. В 1966 году после окончания срочной службы Жестков написал рапорт о зачислении его на сверхсрочную военную службу и остался на флоте в звании мичмана. Следующие два года он проходил службу во Владивостоке, где располагалась главная военная база Тихоокеанского флота СССР. Во время службы Илья Жестков непосредственными командирами характеризовался отрицательно, так как неоднократно был уличен в краже денег у сослуживцев, однако серьезным дисциплинарным взысканиям он не подвергался.

### Убийства
Первой жертвой Ильи Жесткова стал 28-летний моряк из Находки по имени Альберт Личенко, которого Жестков зарезал 19 мая 1968 года недалеко от аэропорта Владивосток. В день убийства Альберт Личенко собирался отправиться в командировку в Севастополь. В ресторане аэропорта Владивостока он познакомился с Ильей Жестковым, который отдыхал там вместе с девушкой. В ходе распития алкогольных напитков между ними возникла ссора, после чего они вышли поговорить за здание аэропорта, где Илья нанес Личенко 14 ударов кортиком в жизненно-важные органы. Впоследствии после ареста Илья Жестков заявил следователям, что именно совершение убийства Альберта Личенко стало для него своеобразным триггером для совершения последующих убийств, так как он почувствовал вседозволенность, после чего все его психологические и поведенческие реакции в дальнейшем были деструктивными и сопровождались отрицательными эмоциями

Из протокола допроса Жесткова:
Я понял, что надо жить одним днем, здесь и сейчас и получить от жизни все возможное!
Спустя три месяца после убийства, Жестков начал совершать убийства девушек и женщин во Владивостоке. Во всех эпизодах он продемонстрировал выраженный образ действия. Используя свою харизму и обаяние, Илья, представляясь режиссером, знакомился с девушками и предлагал им принять участие в съемках фильма. Так как на тот момент Владивосток являлся закрытым городом и там проходили съемки фильма, Жестков не вызывал никаких подозрений у своих жертв, и они охотно с ним знакомились. 2 августа 1968 года Илья Жестков познакомился с 13-летней Ольгой Клушиной. Обманным путем ему удалось вывезти девочку на окраину города, где в лесистой местности он ее изнасиловал и зарезал несколькими ударами кортика в шею и область груди. Ее полуобнаженный труп со связанными за спиной руками, прикрытый ветками, был обнаружен в районе 25 километра, неподалеку от железной дороги и военных складов. После совершения убийства Илья Жестков снял со своей жертвы куртку, юбку и шерстяную кофточку. 23 августа того же года Жестков познакомился с 19-летней Ниной Бурыгиной, которая приехала из Находки поступать в «Дальневосточный федеральный университет». Обманным путем, обещав участие в съемках, Илья Жестков вывез девушку в лесистую местность на территории 25 километра, где изнасиловал, после чего забил до смерти пятью ударами камня по голове. После совершения убийства он похитил у жертвы кофточку и тетрадку. В тот же день Жестков пытался выманить на окраину города предложением участия в съемках девушку по имени Наталья. Она согласилась на предложение Жесткова, но попросила его подождать и побежала советоваться к своей подруге, которая одобрила ее решение. Но когда девушка вернулась на место знакомства с Ильей, его уже там не было. 

Впоследствии в дневнике Натальи следователи обнаружат запись за 23 августа 1968 года:
А мне очень льстило предложение этого режиссера!
30 августа того же года Илья познакомился с 19-летней Любовью Струсовой, работницей железнодорожной больницы. Действуя по той же схеме, Жестков пообещал девушке участие в съемках фильма, после чего обманным путем вывез в лес, где связал ее, подверг сексуальному насилию и задушил. 6 сентября 1968 года он заманил на окраину города 22-летнюю Валентину Пасько, которая работала во Владивостоке водителем трамвая. В лесистой местности он совершил на Валентину нападение, в ходе которого изнасиловал и зарезал ее. В этом случае Жестков произвел над телом убитой постмортальные манипуляции, в частности уже мертвой девушке надфилем выколол глаза.
На следующий день, 7 сентября, Илья познакомился с очередной своей жертвой. Как и всем предыдущим, он пообещал ей участие в съемках фильма, после чего обманным путем заманил в безлюдную местность на территории Владивостока. После нападения и изнасилования Жестков по неизвестной причине не стал убивать девушку, а отпустил ее, после чего скрылся сам. 9 сентября 1968 года Илье Жесткову удалось заманить в лес очередную жертву. Однако на этот раз он продемонстрировал признаки психического расстройства и невменяемости. После угроз убийством Илья Жестков в течение нескольких часов трижды изнасиловал девушку, после чего неожиданно отдал ей нож, предложил стать своей любовницей, назначил ей встречу в том же месте на следующий день и отпустил. Перепуганная девушка на следующий день не явилась на встречу с Жестковым, но и не стала обращаться в милицию.

### Арест, следствие и суд
Расследованием убийств Жесткова занималась военная прокуратура и сотрудники уголовного розыска, в числе которых был Анатолий Иосифович Лайков. Так как Владивосток на тот момент являлся закрытым городом и главной военной базой Тихоокеанского флота СССР, следствие стало склоняться к версии, что к убийствам может быть причастен военный моряк. В ходе расследования на причастность к совершению убийств были проверены лица, ранее подвергавшиеся уголовной ответственности, состоящие на учете в психоневрологических диспансерах, а также военнослужащие, которые проходили службу во Владивостоке. В октябре 1968 года в число подозреваемых попал Илья Жестков, после того, как следствие установило, что за время военной службы Жестков неоднократно подвергался дисциплинарным взысканиям за совершение краж у сослуживцев. Было выявлено восемь фактов — Жестков обокрал семерых товарищей на сумму почти 500 рублей, но каждый раз ему удавалось дело замять и продолжить службу на флоте. 18 октября 1968 года, узнав об интересе правоохранительных органов к своей персоне, Илья бросил службу и покинул Владивосток. Через несколько дней он добрался до Томска, где был арестован 18 ноября того же года. После ареста Жесткова военная прокуратура предъявило ему обвинение в совершении 5 убийств. Основу доказательной базы обвинения составили показания свидетелей, результаты криминалистических экспертиз, найденные орудия убийств, и вещи изъятые у Жесткова и его сожительницы, которые были опознаны родственниками жертв, как принадлежащие им. В начале 1969 года Жестков начал давать признательные показания. В течение нескольких месяцев 1969 года он под конвоем доставлялся на места совершения убийств, где принимал участие в следственных экспериментах. Илью Жесткова судил Военный суд Тихоокеанского Флота СССР. Судебный процесс открылся в начале 1970 года и прошел в закрытом режиме. Судебный процесс длился всего 4 дня. Илья Жестков был признан виновным в совершении 5 убийств и ряда изнасилований, после чего судья Иван Римкунас приговорил его к смертной казни через расстрел. Во время оглашения приговора Жестков разрыдался. В качестве последнего слова он выразил раскаяние в содеянном, попросил прощения у родственников жертв и суд о снисхождении. В последующие месяцы Жестков отправил в Президиум Верховного Совета СССР ходатайство о помиловании, однако ответ не получил, после чего был расстрелян в начале 1971 года.